# Acrobolbus unguiculatus
Acrobolbus unguiculatus là một loài rêu trong họ Acrobolbaceae. Loài này được Hook. f. & Taylor Mitt. mô tả khoa học đầu tiên năm 1867.